# Lời nguyện cầu từ Chernobyl
Lời nguyện cầu từ Chernobyl (tiếng Nga: Чернобыльская молитва) là tác phẩm của nhà văn đoạt giải thưởng văn chương Nobel năm 2015 Svetlana Alexievich. Alexievich là nhà báo chuyên nghiệp sinh sống ở Minsk, thủ đô của Belarus, vào năm 1986 khi thảm hoạ nguyên tử Chernobyl xảy ra (thời điểm này, Belarus vẫn là một phần của Các nước cộng hòa của Liên bang Xô viết với tên gọi Cộng hòa Xã hội chủ nghĩa Xô viết Byelorussia).
Để ghi lại bi kịch của từng nạn nhân nói trên, tác giả – đã để ra thời gian 10 năm đi phỏng vấn khoảng 500 nạn nhân vụ nổ, từ những người dân thường, nhân viên cứu hoả cho đến những công nhân được giao phó nhiệm vụ dọn dẹp, nhà vật lý, chính trị gia, nhân viên y tế. Mỗi câu chuyện bộc lộ sự đau khổ, sự mất mát, sự sợ hãi, nỗi giận dữ, cảm thức bất an mà mỗi người kể cùng với gia đình họ đã trải qua. Do nội dung là những chứng từ trung thực, phản ánh mọi khía cạnh của thảm hoạ, từ bản thân vụ nổ, nguyên nhân, hậu quả cho đến cách đối phó trong lúc và sau vụ nổ của các giới chức trách nhiệm, nên tác phẩm đóng vai trò bản cáo trạng một chế độ chỉ biết lấy lừa bịp, dối trá làm phương châm hành xử.
Tác phẩm "Lời nguyện cầu từ Chernobyl" của Svetlana Alexievich đã góp phần quan trọng để Ủy ban chấm giải Nobel Thuỵ Điển quyết định trao gỉai thưởng văn chương năm 2015 cho tác giả. Quả thật, như nhận định của uỷ ban chấm giải, những tác phẩm của bà là “một tượng đài cho sự thống khổ và lòng can đảm trong thời đại chúng ta.”